# فرودگاه صحرایی لاسنامای
فرودگاه صحرایی لاسنامای (به انگلیسی: Lasnamäe Airfield) (به زبان بومی: Lasnamäe lennuväli) یک فرودگاه نظامی است که یک باند فرود بتن دارد و طول باند آن ۲۵۰۰ متر است. این فرودگاه در شهر تالین کشور استونی قرار دارد و در ارتفاع ۴۳ متری از سطح دریا واقع شده است.